# NGC 494
NGC 494, đôi khi còn được gọi là PGC 5035 hoặc GC 282, là một thiên hà xoắn ốc bị chặn trong chòm sao Song Ngư. Nó nằm cách Trái Đất khoảng 227 triệu năm ánh sáng và được phát hiện vào ngày 22 tháng 11 năm 1827 bởi nhà thiên văn học John Herschel. John Dreyer, người tạo ra Danh mục tổng quát mới, đã mô tả thiên hà này là "rất mờ nhạt, khá lớn, mở rộng, 3 ngôi sao mờ ở phía nam".